# Moštenica
Moštenica (ungarisch Mosód – bis 1888 Mostenic) ist eine Gemeinde in der Mitte der Slowakei mit 241 Einwohnern (Stand 31. Dezember 2024) und gehört zum Okres Banská Bystrica, einem Landkreis des Banskobystrický kraj.

## Geographie
Die Gemeinde befindet sich in einem Tal am Übergang von den Starohorské vrchy in den Westteil der Niederen Tatra, am Zusammenfluss von Moštenický potok und Uhliarsky potok. Ungefähr vier Kilometer nördlich von Moštenica findet man eine Mineralquelle. Das Ortszentrum liegt auf einer Höhe von 479 m n.m. und ist 17 Kilometer von Banská Bystrica entfernt.
Nachbargemeinden sind Podkonice im Westen und Norden, Hiadeľ im Osten sowie Lučatín und Slovenská Ľupča im Süden.

## Geschichte
Moštenica wurde zum ersten Mal 1340 als Mosnyce schriftlich erwähnt, weitere historische Namen sind Gaza Mosthenicze (1513), Hütten Moschnitz (1563), Moschnitz (1622), Mostenitz (1780) und Mosstenica (1808). Nach der Gründung der Saigerhandelsgesellschaft Ungarischer Kupferhandel (anfangs nach ihren Gründerfamilien Fugger-Thurzo-Gesellschaft genannt) in Neusohl im Jahr 1495 entstanden zwei Seigerhütten bei Moštenica. Sie waren bis zum Anfang des 18. Jahrhunderts ein wichtiger Teil der Gesellschaft und verarbeiteten Kupfererz aus der Umgebung von Špania Dolina und Staré Hory, danach wurde sie zur Eisenerzverarbeitung adaptiert. Bis 1804 arbeiteten zwei Gießöfen im Ort, zwischen 1796 und 1870 stand ein Eisenhammer zur Verarbeitung von Roheisen aus Hronec. 1828 zählte man 81 Häuser und 628 Einwohner, die in örtlichen Eisen- und Kupferbetrieben, aber auch in der Säge und Staatsforst beschäftigt waren.
Bis 1918 gehörte der im Komitat Sohl liegende Ort zum Königreich Ungarn und kam danach zur Tschechoslowakei beziehungsweise heute Slowakei. Während des Slowakischen Nationalaufstandes innerhalb des Zweiten Weltkriegs entstand bei Moštenica ein Feldlazarett für Partisanen und die Gegend war bis zum Kriegsschluss Schauplatz von schweren Gefechten.

## Bevölkerung
| Jahr                | 1994 | 2004     | 2014     | 2024     |
| ------------------- | ---- | -------- | -------- | -------- |
| Anzahl der Personen | 160  | 189      | 215      | 241      |
| Unterschied         |      | +18,12 % | +13,75 % | +12,09 % |

| Jahr                | 2023 | 2024    |
| ------------------- | ---- | ------- |
| Anzahl der Personen | 232  | 241     |
| Unterschied         |      | +3,87 % |

Nach der Volkszählung 2011 wohnten in Moštenica 220 Einwohner, davon 205 Slowaken und ein Magyare. 14 Einwohner machten keine Angabe zur Ethnie.
126 Einwohner bekannten sich zur römisch-katholischen Kirche, 15 Einwohner zur Evangelischen Kirche A. B., zwei Einwohner zur griechisch-katholischen Kirche und ein Einwohner zur tschechoslowakischen hussitischen Kirche. 46 Einwohner waren konfessionslos und bei 30 Einwohnern wurde die Konfession nicht ermittelt.

## Bauwerke und Denkmäler
- römisch-katholische Kreuzerhöhungskirche im klassizistischen Stil aus den Jahren 1846–1847
- Gebäude des ehemaligen Bergamts aus dem Jahr 1561, heute Sitz des Gemeindeamts

## Söhne und Töchter der Gemeinde
- Bohumil Golián (1931–2012), slowakischer Volleyballspieler